# Plainview, Texas
Plainview là một thành phố thuộc quận Hale, tiểu bang Texas, Hoa Kỳ. Năm 2010, dân số của xã này là 22194 người.

## Dân số
- Dân số năm 2000: 22336 người.
- Dân số năm 2010: 22194 người.